# Чернівці (аеропорт)
Міжнародний аеропорт «Чернівці» імені Леоніда Каденюка (IATA: CWC, ICAO: UKLN) — аеропорт в південно-західній частині України, за 30 кілометрів від кордону з Румунією, в межах міста Чернівці. 27 вересня 2018 року Міжнародному аеропорту «Чернівці» було присвоєно ім'я першого українського космонавта, видатного буковинця і Героя України Леоніда Каденюка.

## Технічні дані
У розташуванні аеропорту є дві ЗПС: Основна 15/33, використовується в повсякденній роботі з прийому та відправки повітряних суден, покриття асфальтобетонне, фізичні розміри: 2216 м в довжину і 42 м в ширину, за несучою здатністю відноситься до класу 2 (PCN 21/F/D/Y/T) і дозволяє приймати літаки типу: Embraer-90, Embraer 145, Boeing 737-500 тощо масою до 75 т.

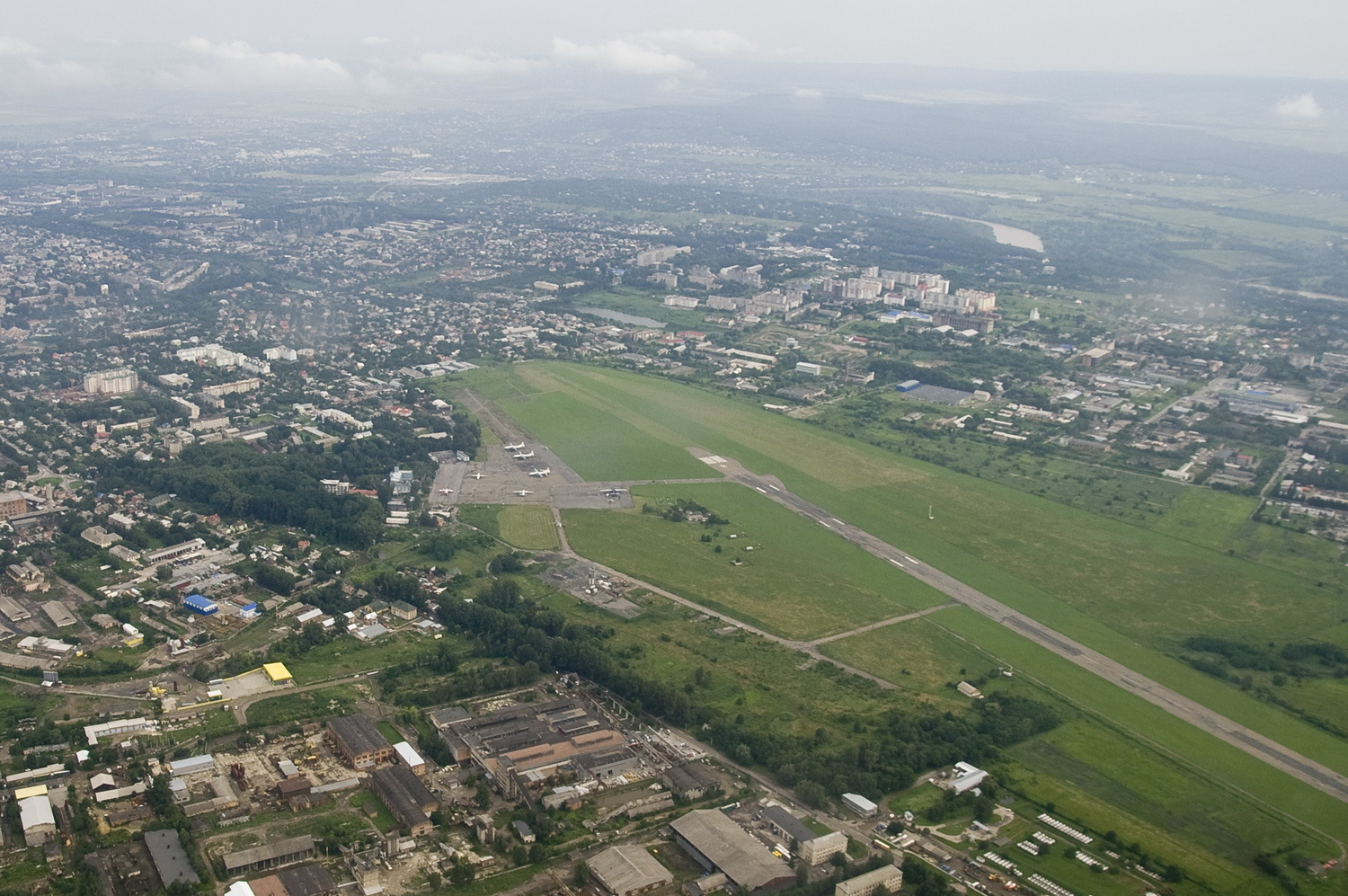
Вигляд згори

Додаткова ґрунтова, розташована паралельно основній, в роботі аеропорту не використовується. Аеродром придатний для експлуатації літаків цілий рік без обмежень, у світлий і темний час доби. Пропускна здатність 12 злетів-посадок на годину. Аеропорт забезпечений рятувальними та протипожежними транспортними засобами відповідно до 6 категорії. Світлосигнальне обладнання, приводні радіостанції і курсо-глісадні системи дозволяють здійснювати безпечну посадку в умовах поганої видимості (за метеомінімуму Категорії I ІКАО)

## Історія

### Історія розвитку авіації краю
Історія розвитку авіації на Буковині тісно пов'язана з трагічними подіями в історії людства XX століття: Першою світовою війною, Румунською окупацією краю, а також військовим лихоліттям Другої світової війни.
Вперше буковинці познайомилися з літальними апаратами ще до Першої світової війни. Ця знаменна подія для жителів Чернівців відбулася 17 жовтня 1910 року, коли інженер-авіатор Я. Кашпар здійснив пробний політ, а 23 жовтня 1910 року, після другої спроби, він підняв свій літак типу «Блеріо» на висоту 30 метрів і здійснив горизонтальний політ над Чернівецьким летовищем. Після цього, першого в історії Чернівців польоту, буковинці із задоволенням спостерігали за польотом іншого авіатора. Ним став румунський інженер-авіатор Аурел Влайку. На показових польотах він демонстрував літак власної конструкції у присутності 30 тис. глядачів. Того ж року з повітря були зроблені фотознімки Чернівців, на основі яких пізніше були виготовлені листівки.
Початок Першої світової війни незабаром показав, що авіація досить швидко зайняла належне їй місце на полі бою. Практично з перших днів бойових дій літаки стали використовуватися для ведення розвідки, а згодом і для виконання бойових завдань. Так, з червня 1915 року Чернівці (перебували тоді в складі Австро-Угорщини) не раз піддавалися повітряним авіанальотам з боку Росії. На місто з літаків скидалися бомби та металеві «стріли» — зброя для ураження живої сили. Результатом були навіть жертви серед громадян міста.
Застосування авіації значно активізувалося з подальшим розгортанням бойових дій. Авіаційних ударів стали зазнавати навіть прикордонні з Росією буковинські села. Російські аероплани також бомбили залізничний вокзал і власне Чернівці. Однак, якщо росіяни завдавали бомбових ударів по Чернівцях, то австрійці бомбили російські міста Кам'янець-Подільський, Хотин та інші.
Особливо широко використовували авіацію австрійці та росіяни для проведення оперативної і тактичної розвідки, коректування артилерійського вогню під час контрбатарейної боротьби, здійснення штурмових нальотів напередодні Брусилівського прориву. Усього під час ведення бойових дій на Буковині, з боку австрійців було задіяно 2 авіаційні роти, на озброєнні яких були літаки німецького виробництва «Румплер — Таубе» і «Альбатрос».
З підписанням у листопаді 1917 року перемир'я між Австро-Угорщиною та Росією, активні бойові дії на території Буковини припинилися.
Знову почали використовувати авіацію в бойових діях тільки при окупації Буковини військами Румунського королівства. Після окупації Буковини до Чернівців була переміщена десята авіаескадрилья зі складу III повітряної групи «Галац», на озброєнні у якої були винищувачі Nieuport.
Припинення бойових дій в Східній Європі і перехід до мирного життя зумовили повну реорганізацію військово-повітряних сил Румунії. Співпраця з сусідніми країнами дозволила значно поліпшити стан румунської авіації.
У зв'язку з швидким розвитком цивільної авіації з вересня 1926 року починається обговорення питання про відведення земель громади «Рогізна» під аеродром. Він повинен обслуговувати внутрішні і міжнародні авіалінії, зокрема польсько-румунські. У 1927 році вигін біля села Рогізна перетворився на «аеропорт Чернівці» і саме на цій злітній смузі в серпні 1928 приземлився перший рейсовий пасажирський літак з Бухареста, а в 1930 тут вже змогли приземлитися літаки, що обслуговують лінії Данциг — Бухарест, згодом Данціг — Салоніки і авіалінію Прага — Москва.
Зростання значення Чернівців, як міжнародного аеропорту, змусило владу звернути увагу на вдосконалення повітряних воріт міста. 12 жовтня 1930 року відбулася урочиста закладка наріжного каменя нового Чернівецького аеропорту. Роботи з його впровадження тривали аж до 1936 року. Тоді ж відбулося урочисте відкриття Чернівецького аеропорту. Безумовно, що Чернівці не могли бути єдиним містом Буковини, де існував аеропорт, і питання про виділення земельних ділянок відбувалися і в інших містах. Було створено 9 авіаційних командувань: Чернівецьке, Сторожинецьке, Радауцьке, Сучавське, Хотинське та інші. Враховуючи небувалий підйом авіації, нею стали цікавитися і студенти Чернівецького університету.
У 1931 році при університеті почала діяти авіаційна школа, в якій спочатку навчалося 7 студентів, а 1935 року — 20. В школі навчали пілотів літаків та планеристів. В подальшому розвиток авіації краю безпосередньо пов‘язаний з історією заснування і розвитку чернівецького аеропорту.

### Відкриття і ранні роки
Аеропорт у Чернівцях засновано у 1930-ті роки ХХ століття, коли Буковина була у складі королівської Румунії. 1930 року урядом Румунії було прийнято рішення про будівництво аеропорту у Чернівцях, яке здійснювалося при фінансовому сприянні міністерства промислової торгівлі, товариства «ARPA» румунської асоціації пропаганди авіації, префектури Чернівецького повіту та примарії Чернівців.
12 жовтня 1930 року в присутності примара міста Чернівці та чисельної громади міста відбулося урочисте закладення наріжного каменя в побудову Чернівецького аеропорту.
24 травня 1933 року король Румунії Кароль ІІ в присутності представників влади та великої кількості буковинців, урочисто відкрили аеропорт. Цей факт був відмічений газетами «GLASUL BUCOVINEI» № 4056 від 24 травня 1933 року та «CZERNOWITZER MORCENBLATT» № 4438 від 28 травня 1933 року.
1937 року газета «UNIVERSAL» писала, що аеропорт міста Чернівці є унікальною архітектурною спорудою свого часу і одним з найкращих аеропортів Східної Європи.
Регулярно експлуатувати аеропорт почали лише у 1937 році. Польоти виконувалися за маршрутом Варшава — Чернівці — Бухарест, Москва — Прага тощо. У подальшому збільшення кількості авіарейсів, їх регулярність та різноманітність напрямків авіаційного сполучення дало змогу започаткувати новий вид послуг — авіапошту.

### Радянський період
28 червня 1940 року після того, як Північна Буковина була окупована СРСР, на території аеропорту почав базуватися 149-й винищувальний авіаполк, яким командував підполковник Волков Михайло Миколайович.
У перший день Німецько-радянської війни на аеродром Чернівці було зроблено три потужних авіаційних нальоти з боку німецько-румунських ВПС, в результаті чого 149-й ВАП поніс значні людські і технічні втрати. Попри це, льотчиками полку було знищено 8 ворожих літаків.
Загиблі під час бомбардувань в Чернівецькому аеропорту та загиблі в повітряних боях льотчики 149-го винищувального авіаційного полку поховані на центральному кладовищі міста Чернівці біля вічного вогню.
В травні 1945 року розпочинається післявоєнний період становлення і розвитку аеропорту Чернівці, як самостійного підприємства. 25 грудня 1945 року на базі 87-го окремого гвардійського Сталінградського авіаційного полку, передислокованого з Чехословаччини, був створений 283-й авіазагін (командир — майор Ятченко Дмитро Сергійович) спеціального призначення цивільного повітряного флоту з базуванням в аеропорту Чернівці. В експлуатації були літаки «ПО-2», «С-2». Виконувались пасажирські, поштові перевезення, авіахімроботи та санітарні завдання. Так, у 1946 році літаками 238-го Чернівецького авіаційного загону перевезено 9,1 тисячі пасажирів, 21,2 тонни пошти, 215 тонн вантажів.

### Чернівецьке авіапідприємство
У 1950 році до 283-го Чернівецького авіаційного загону була приєднана окрема Проскурівська (Хмельницька) авіаційна ескадрилья та Тернопільська авіаційна ескадрилья. 283-й Чернівецький авіаційний загін спеціалізованого призначення перейменовують на 98-й авіаційний загін (командир Волков Василь Іванович). На експлуатації авіазагону знаходились літаки «ПО-2».
У 1952 році відбувається об'єднання 98-го авіаційного загону та аеропорту, які до того часу були окремими структурами. 1953 року командиром об'єднаного авіаційного загону був Бушнєв Василь Іванович, а з 1954 року — Гуменюк Олександр Євтихійович. В цьому ж році в аеропорт Чернівці поступили на експлуатацію літаки Як-12, гелікоптери Мі-1, а з 1956 року розпочалася експлуатація літаків Ан-2, в результаті чого через аеропорт було перевезено 11 тисяч пасажирів, 189 тонн пошти, 423 тонни вантажів.
У другій половині 1958 року командиром Чернівецького об'єднаного авіаційного загону призначають Нартова Андрія Григоровича. Нове десятиліття для Чернівецького авіазагону почалося з отримання нового типу літаків L-200 «Морава».
У 1961 році зі складу Чернівецького авіазагону виходить Тернопільська авіаескадрилья, а замість неї включається Івано-Франківська ескадрилья. У 1961 році відправки повітряним транспортом з аеропорту Чернівці складали: пасажирів — 30857 чол., пошти — 230,6 тонн, вантажу — 1152,9 тонн.
За трудові успіхи, досягнуті у 1961 році колективом Чернівецького авіазагону, йому на початку 1962 році було вручено перехідний червоний прапор Українського управління цивільної авіації. Авіазагін отримує диплом другого ступеня і його визнають першим в Україні.
Впродовж багатьох років Чернівецьке авіапідприємство займало перші місця у соціалістичному змаганні серед підрозділів Аерофлоту. 1964 року авіапідприємство першим в управлінні вибороло звання колективу комуністичної праці.
У 1970 році командиром об'єднаного підприємства призначається Пінчук Володимир Лукич. Під його керівництвом у вересні 1970 відбувається облаштування 12 стоянок для літаків з твердим покриттям. У 1971 споруджуються будівлі авіаційно-технічної бази і льотного загону, служби спецавтотранспорту тощо.

### Летовище після 1970-х років
Для забезпечення надійної експлуатації літаків Ан-24, що виконували рейси з Києва в Чернівці, впродовж 1974—1975 років на ґрунтовому льотному полі аеродрому була побудована і задіяна злітно-посадкова смуга довжиною 1500 м, шириною 42 м з асфальтобетону, на щебені і піщаній основі. Перевезення пасажирів через аеропорт щорічно зростали, і в у 1978 році становили 320 тис. чоловік.

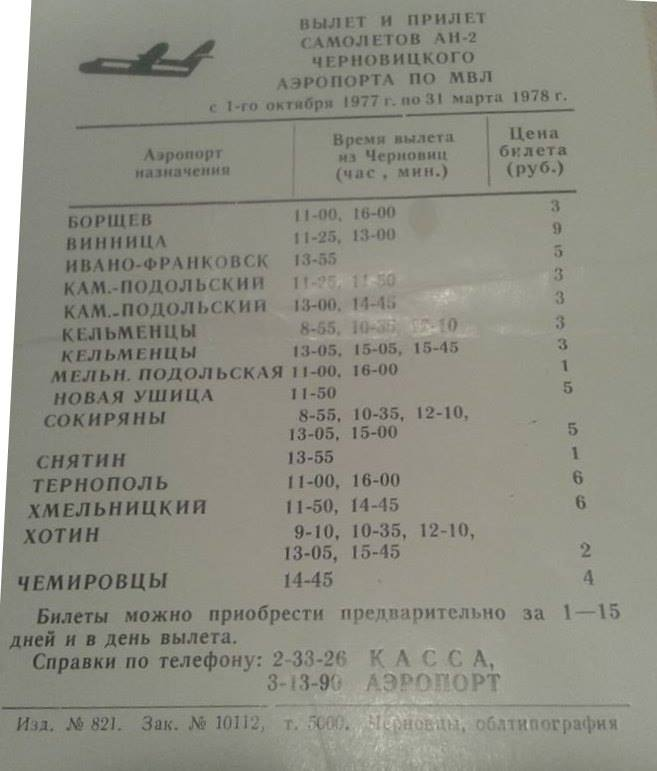
Розклад рейсів аеропорту Чернівці 1977—1978 рр.

Найбільший розвиток авіації Буковини припадає на 1980-ті роки, коли авіапідприємство очолював Стуков Петро Павлович. В цей час через аеропорт існував повітряний зв'язок з Києвом, Москвою, Мінськом, Ригою, Донецьком, Сімферополем, Дніпропетровськом, Харковом, Кишиневом та іншими містами.
З 1982 року пасажирські перевезення здійснюються на літаках Л-410 УВП. Чернівецький аеропорт стає базовим з експлуатації цих літаків в Україні. У 1986 році злітно-посадкова смуга аеропорту була подовжена на 700 м і доведена до 2216 м. Відповідно була реконструйована система посадки літаків. Це дало змогу приймати в місті Чернівці літаки Як-42, Ту-134.
Кількість пасажирів, що перевозились через аеропорт Чернівці, постійно зростала і у 1980-х роках становила 320 тисяч на рік. Кожного року літаки Чернівецького об'єднаного авіазагону здійснювали авіахімроботи на ланах господарств Буковини, санітарна авіація вилітала за викликами.
Льотчики загону разом з літаками відряджалися на авіахімроботи до Чехословаччини.
Новим закордонним районом для сільськогосподарських робіт гелікоптерів МІ-2 Чернівецького авіазагону на той час стає Єгипет. В Росії на нафтових родовищах у Сургуті також працювали гелікоптери МІ-2 Чернівецького авіазагону.

### Період незалежної України
Починаючи з перших років незалежності України почалася реорганізація Чернівецького об'єднаного авіазагону.
У 1994 році Чернівецький аеропорт виділився в самостійну юридичну особу.
У 1999 році розпорядженням Кабінету Міністрів України № 695-р одержав статус міжнародного.
З 2002 року аеропорт був переданий з державної власності (Міністерство транспорту України) у власність територіальних громад міста Чернівецької області (Розпорядженням Кабінету Міністрів України від 08.01.2002 року № 3-р), підприємство очолив Палійчук Володимир Дмитрович.
У 2006 році Чернівецька обласна рада ухвалила рішення про передачу нерухомого майна комунального підприємства «Міжнародний аеропорт „Чернівці“» на баланс міської ради (Розпорядження Чернівецької обласної ради № 110-7/6 від 16.10.2006 р.).
У березні 2007 року директором КП «Міжнародний аеропорт „Чернівці“» призначається Калинюк Володимир Іванович. В той час з Чернівецького аеропорту виконувалися міжнародні рейси в Румунію, Італію, Туреччину.
У квітні 2011 року в.о. директора КП «Міжнародний аеропорт „Чернівці“» було призначено Миронюка Віктора Івановича. Саме при його керівництві почався занепад підприємства та довгострокові невиплати заробітної плати працівникам летовища.
У 2011 році, за безпосередньої допомоги Чернівецької облдержадміністрації і Чернівецької міської ради, була завершена реконструкція злітно-посадкової смуги аеродрому, яка була розпочата ще в далекому 2007 році. Проведено комплекс заходів з придбання обладнання на облаштування світлосигнальної системи та сертифікацію аеродрому тощо.
Враховуючи вигідне розташування аеропорту міста Чернівці до кордонів Євросоюзу, значний попит на авіаційні перевезення, туристичні оператори України включають у свої програми відкриття нових авіарейсів з аеропорту Чернівців, а саме: Туреччина, Португалія, Італія, Єгипет тощо.
27 серпня 2015 року призначено Бориса Морського, фахівця в авіаційній галузі. Саме за його керівництва в аеропорту розпочалася реконструкція злітно-посадкової смуги, розроблена програма розвитку підприємства, проект реконструкції аеропорту. Окрім того, відновлено регулярне сполучення зі столицею та налагоджено регулярне та чартерне сполучення з містами в інших країнах.
З червня 2016 року відновив свою роботу регулярний рейс Чернівці — Київ. До листопада 2016 року аеропорт обслужив 9 281 пасажира. Дохід від діяльності становив 1,9 млн грн.
За підсумками січня-серпня 2018 року пасажиропотік аеропорту перевершив весь пасажиропотік за 2017 рік.
9 вересня 2018 року було введено в експлуатацію світлосигнальне обладнання вогнів високої інтенсивності ССО ВВІ-1. Таким чином, на аеродромі Чернівці забезпечується точний захід на посадку за першою категорією посадки ICAO з обома курсами. Аеропорт став восьмим аеропортом в Україні, в якому забезпечується захід на посадку за категорією ІСАО. Дана система Transcon чеського виробництва була закуплена ще у 2012 році, проте не була введена в експлуатацію через відсутність необхідного програмного забезпечення.
У зв'язку з пандемією коронавірусу пасажирські перевезення із та до аеропорту були призупинені. Після звільнення директора Бориса Морського, який керував підприємством із серпня 2015 року, відбулося декілька змін в керівному складі. В грудні секретар міської ради призначив на посаду власника туристичної фірми Ігоря Кірєєва. Наприкінці січня стало відомо, що аеропорт очолила Наталія Олексюк, що спричинило хвилю обурення в соціальних мережах та серед авіаційній експертів. Після цього її було звільнено. Станом на квітень 2021 року виконуючим обов'язків директора є Сергій Томнюк, який десять років працював комерційним директором служби паливно-мастильних матеріалів Чернівецького аеропорту. 14 березня 2021 року стало відомо про відновлення регулярного сполучення із Києвом авіакомпанією «Мотор січ». Рейси здійснюватимуться тричі на тиждень, регулярність може бути збільшена до щоденної за наявності необхідного пасажиропотоку. Ведеться робота над сполученням із Бухарестом (Румунія) та Кишиневом (Молдова). 8 квітня стало відомо про запуск з 1 червня 2021 року рейсів Чернівці — Київ авіакомпанією Windrose. Рейси виконувалися тричі на тиждень.
У зв'язку з військовим нападом Росії на Україну авіасполучення припинено з 2022 року.

## Реконструкція та розвиток

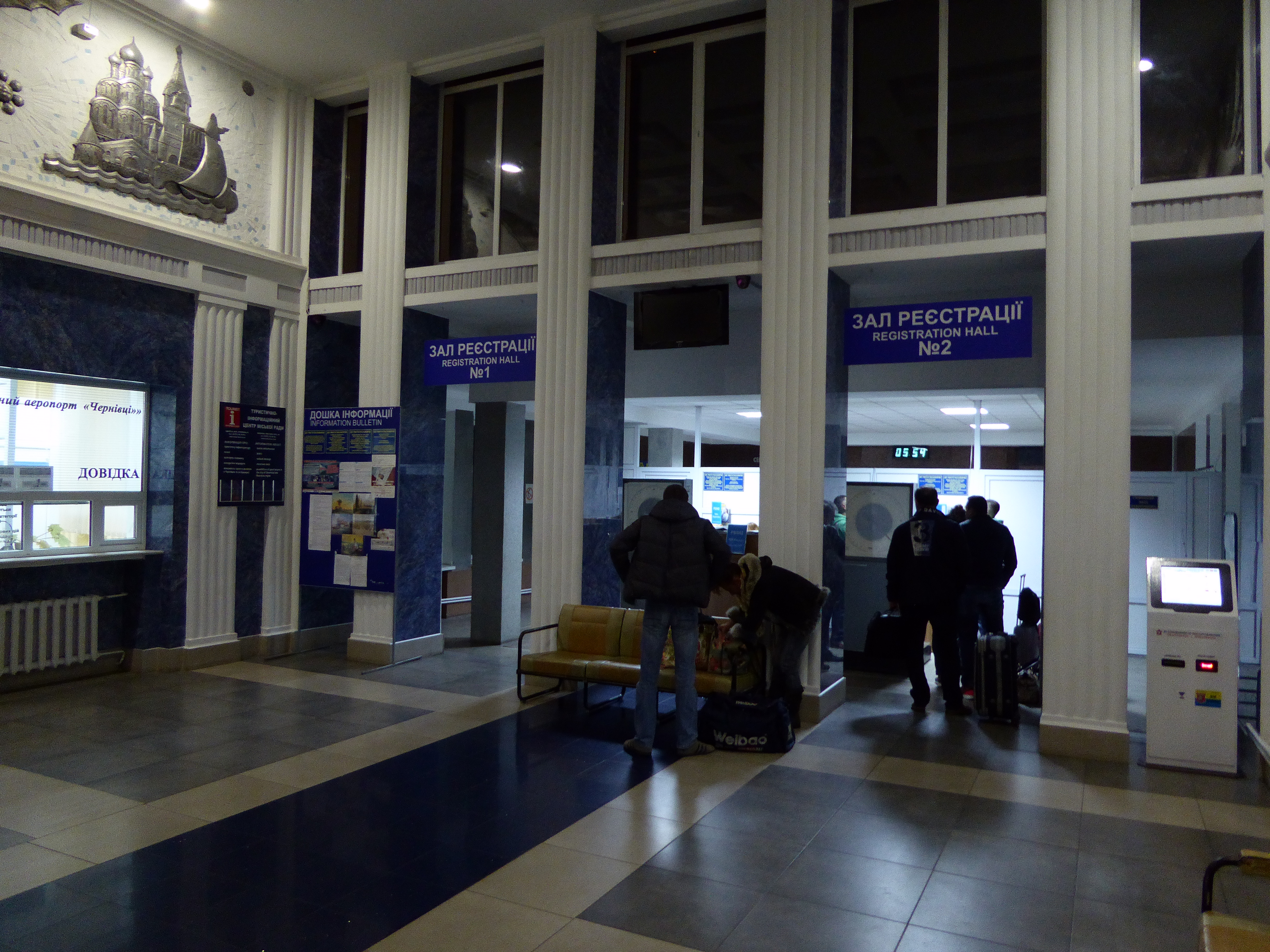
Зал реєстрації

У листопаді 2016 року розпочато реконструкцію ЗПС. Ремонтні роботи проводив ТОВ «Євродор».
З лютого 2017 року, в зв'язку із завершенням капітального ремонту ЗПС, ДАС дозволила аеропорту приймати повітряні судна категорії 4С.
Згідно з Державною цільовою програмою розвитку аеропортів на період до 2023 року [Архівовано 17 лютого 2018 у Wayback Machine.] було заплановано на 2018 рік виділення коштів щодо проектування та реконструкції аеродромного комплексу― 100 млн грн. («Укрінфрапроект»).
У листопаді 2018 року радник Міністра інфраструктури України Юрій Гусєв заявив, що Міністерство інфраструктури України планує розвиток Міжнародного аеропорту «Чернівці» імені Леоніда Каденюка на основі державно-приватного партнерства із залученням консультантів від International Finance Corporation (IFC).
В січні-лютому 2021 року було оновлено проектно-кошторисну документацію на реконстурцію аеродрому в розділі кошторису (розробленою була в 2017 році). Згідно з оновленими даними, вартість реконстуркції складала понад 620 мільйонів гривень.
В липні 2021 року стало відомо про виділення 100 мільйонів гривень на реконструкцію аерпорту. Кошти були виділені із державного бюджету. В тому ж місяці було оголошено тендер обласною державною адміністрацією загальною вартістю 617 мільйонів гривень.
Реконструкцію аеропорту у Чернівцях планували завершити до кінця 2022 року.

## Авіалінії та напрямки

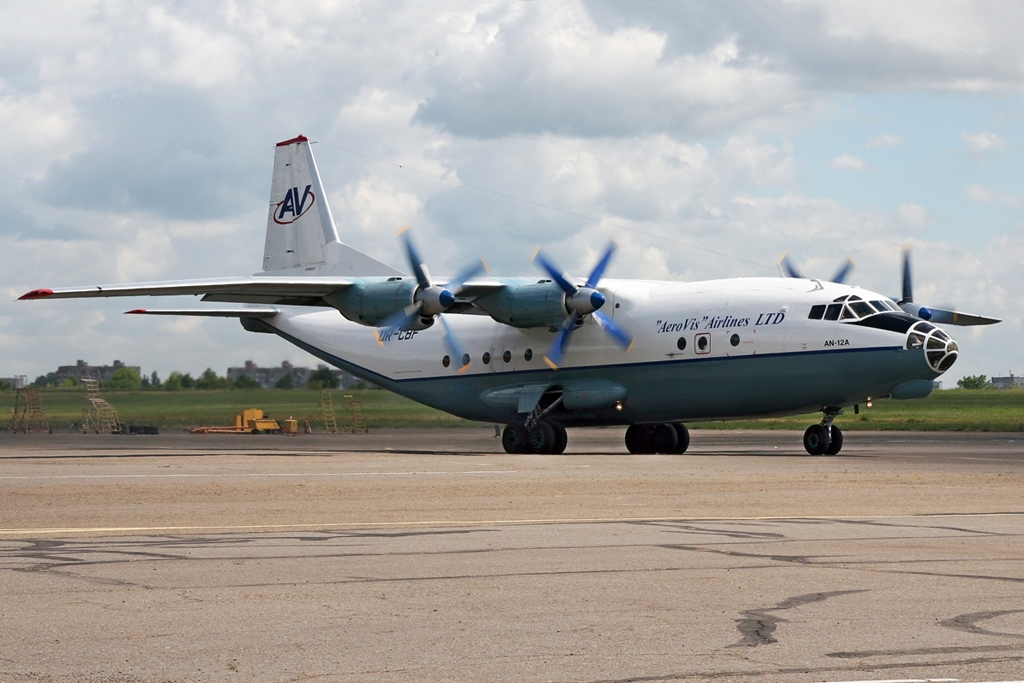
Ан-12А

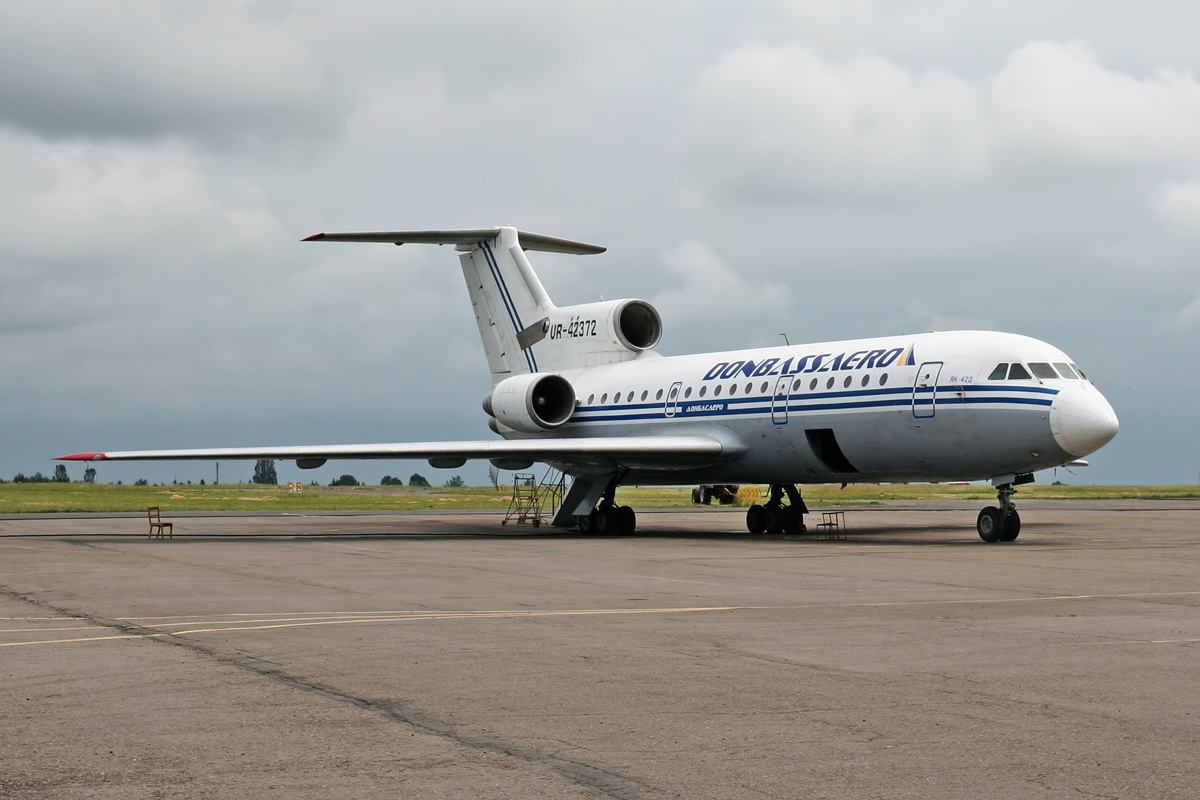
Як-42Д ДонбасАеро

До 24 лютого 2022 року
| Авіакомпанія                   | Пункт призначення                       |
| ------------------------------ | --------------------------------------- |
| Ukraine International Airlines | Київ-Бориспіль Сезонний чартер: Анталія |
| Windrose Airlines              | Київ-Бориспіль (із 1 червня 2021)       |
| Air Ocean Airlines             | Київ-Жуляни                             |

## Перспективні напрямки авіакомпаній
Наприкінці 2017 року в аеропорт з аудитом приїхала українська авіакомпанія Yanair. І вже 12 грудня відбулася велика прес-конференція в приміщенні міської ради на якій керівництво компанії оголосило, що абсолютно задоволено станом справ в аеропорту і готове відновити співпрацю з аеропортом, адже, як відомо, історія компанії Yanair розпочалася з маршруту Київ-Чернівці. Виникла тільки одна проблема — наявна ЗПС не може приймати судна великої місткості. Тим не менш, серед найперспективніших для себе напрямків для регулярних і чартерних польотів компанія «Yanair» бачила Італію, Єгипет, Фінляндію, Грузію, Німеччину та Ізраїль.
Окрім того, у 2017 році керівництво аеропорту розпочало переговори з румунським лоу-кост перевізником Blueair. В парку авіакомпанії є літаки Boeing 737—500, які аеропорт може приймати без обмежень по-вазі. Розглядався маршрут Чернівці-Бухарест, тривали перемовини між авіакомпанією та аеропортом.
В липні 2018 року аеропорт отримав запит від авіакомпанії Wizzair, проте через поганий стан смуги вони не змогли розпочати польоти до аеропорту.

## Статистичні дані
Див. джерело запитів Вікіданих та джерела.
| Рік  | Пасажиропотік                                      | %        | Загальний пасажиропотік по країні | %       | Частка Чернівців |
| ---- | -------------------------------------------------- | -------- | --------------------------------- | ------- | ---------------- |
| 2010 | 56600                                              |          | 10 242 500                        | ▲15.2 % | 0,55 %           |
| 2011 | 27000                                              | ▼ 52.0 % | 12 464 800                        | ▲21.7 % | 0,22 %           |
| 2012 | 27300                                              | ▲ 1 %    | 14 107 000                        | ▲13.2 % | 0,19 %           |
| 2013 | 16000                                              | ▼ 41.3 % | 15 134 600                        | ▲7.3 %  | 0,1 %            |
| 2015 | 336                                                | -        | 10 695 200                        | ▼1.8 %  | ~0 %             |
| 2016 | Error in {val}: parameter 1 is not a valid number. | ▲ 3671 % | 12 929 900                        | ▲20.8 % | 0,1 %            |
| 2017 | 47900                                              | ▲ 277 %  | 16 499 500                        | ▲27.6 % | 0,29 %           |
| 2018 | 72973                                              | ▲ 51 %   | 20 545 500                        | ▲24.5 % | 0,36 %           |
| 2019 | 76832                                              | ▲ 3,9 %  | 24336600                          | ▲18.5 % | 0,31 %           |
| 2020 | 4 181                                              | ▼ 94,5 % | 8 664 500                         | ▼64.4 % | ~0 %             |

### За місяцями
| Місяць         | 2017   | 2018   | 2019   | Динаміка 17-18 p. | Динаміка 18-19 р. |
| -------------- | ------ | ------ | ------ | ----------------- | ----------------- |
| Січень         | 2,728  | 2,836  | 3,970  | ▲3 %              | ▲ 40 %            |
| Лютий          | 1,936  | 2,141  | 2,979  | ▲10 %             | ▲ 39 %            |
| Березень       | 2,329  | 2,725  | 3,565  | ▲17 %             | ▲ 30,8 %          |
| Квітень        | 3,306  | 5,593  | 4,538  | ▲69 %             | ▼ 18,8 %          |
| Травень        | 4,475  | 8,111  | 8,213  | ▲82 %             | ▲1,3 %            |
| Червень        | 5,874  | 10,126 | 11,390 | ▲ 72 %            | ▲12,5 %           |
| Липень         | 6,842  | 10,687 | 10,445 | ▲ 56 %            | ▼ 2,2 %           |
| Серпень        | 6,757  | 9,836  | 10,677 | ▲45 %             | ▲8,6 %            |
| Вересень       | 5,004  | 8,186  | 9,840  | ▲63 %             | ▲20,2 %           |
| Жовтень        | 4,143  | 4,558  | 4,492  | ▲10 %             | ▼ 1,4 %           |
| Листопад       | 2,256  | 3,866  | 3,657  | ▲ 71 %            | ▼ 5,4 %           |
| Грудень        | 2,561  | 4,308  | 3,055  | ▲ 68 %            | ▼ 29 %            |
| Січень-Грудень | 48,211 | 72,973 | 76,832 | ▲51 %             | ▲ 5,1 %           |